# Fabrício dos Santos Silva
Fabrício dos Santos Silva (n. São Paulo, 11 de enero de 1987) es un futbolista brasileño que juega como lateral izquierdo en el Club de Regatas Vasco da Gama de la Serie A de Brasil.
El 2 de abril de 2015, en el partido de la Copa do Brasil entre el SC Internacional y el Esporte Clube Ypiranga, Fabricio fue expulsado a los 17 minutos de la segunda parte por haber realizado gestos de ofensas a su afición, entre ellos una doble peineta, debido a esto fue sancionado por el Internacional permanentemente.

## Clubes
| Club                | País   | Año           |
| ------------------- | ------ | ------------- |
| Portuguesa          | Brasil | 2009 - 2011   |
| Internacional       | Brasil | 2011 - 2015   |
| Cruzeiro            | Brasil | 2015 - 2016   |
| Palmeiras           | Brasil | 2016 - 2017   |
| Cruzeiro            | Brasil | 2017          |
| Atlético Paranaense | Brasil | 2017-2018     |
| Vasco da Gama       | Brasil | 2018-presente |

## Estadísticas
| Club               | País   | Año             | Part. | Goles | Asist. | Prom. |
| ------------------ | ------ | --------------- | ----- | ----- | ------ | ----- |
| Portuguesa         | Brasil | 2009 - 2011     | 48    | 4     | 0      | 0,08  |
| Internacional      | Brasil | 2011 - 2015     | 177   | 16    | 16     | 0,18  |
| Cruzeiro           | Brasil | 2015 - 2016     | 41    | 1     | 1      | 0,04  |
| Palmeiras (cedido) | Brasil | 2016 - 2017     | 6     | 0     | 0      | 0,00  |
| Cruzeiro           | Brasil | 2017            | 10    | 0     | 0      | 0,00  |
| Paranaense         | Brasil | 2017 - 2018     | 21    | 1     | 1      | 0,09  |
| Vasco da Gama      | Brasil | 2018 - Presente | 15    | 1     | 0      | 0,06  |
| Total carrera      |        | 2009 - 2018     | 318   | 23    | 18     | 0,12  |

- Actualizado al último partido disputado, el 24 de septiembre de 2018; Vasco da Gama 2-1 Bahía.

## Palmarés

### Torneos regionales
| Título            | Club             | Estado             | Año  |
| ----------------- | ---------------- | ------------------ | ---- |
| Campeonato Gaúcho | SC Internacional | Río Grande del Sur | 2012 |
| Campeonato Gaúcho | SC Internacional | Río Grande del Sur | 2013 |
| Campeonato Gaúcho | SC Internacional | Río Grande del Sur | 2014 |
| Campeonato Gaúcho | SC Internacional | Río Grande del Sur | 2015 |

### Torneos nacionales
| Título                          | Club         | País   | Año  |
| ------------------------------- | ------------ | ------ | ---- |
| Campeonato Brasileño de Serie A | SE Palmeiras | Brasil | 2016 |

### Torneos internacionales
| Título              | Club             | Estado       | Año  |
| ------------------- | ---------------- | ------------ | ---- |
| Recopa Sudamericana | SC Internacional | Porto Alegre | 2011 |